# Hughie Fury
Hughie Lewis Fury (* 18. September 1994 in Stockport, England) ist ein britischer Boxer. Er stammt aus einer Familie irischer Traveller und wird wie sein Cousin Tyson Fury von seinem Vater Peter Fury trainiert. Gemanagt wird der Normalausleger von Matthew Macklin.

## Amateurkarriere
Im Alter von 18 Jahren gewann Fury als erster und bisher einziger britischer Boxer bei der von der AIBA organisierten Jugendweltmeisterschaften mit Punktsiegen über Guido Vianello, Akram Abdisamatov,  Kanagat Akhmedov, Narek Melkonyan und den Inder Narender in Jerewan, Armenien, im Jahr 2012 eine Goldmedaille im Superschwergewicht.

## Profikarriere
Sein Debüt im Profiboxen gewann Fury am 22. März 2013 in Montreal gegen David Whittom durch K. o. in der zweiten Runde.
Furys erklärtes Ziel war es, den Rekord von Mike Tyson zu brechen und jüngster Schwergewichtsweltmeister zu werden. Dies gelang ihm jedoch nicht. Dennoch gilt er neben Anthony Joshua und Tyson Fury, ehemaliger Weltmeister im Schwergewicht der Verbände WBA, IBF, WBO und IBO, als eine der großen britischen Hoffnungen im Schwergewicht.
2014 schlug er seinen Landsmann Danny Hughes (Bilanz 12-2-2) über 8 und 2015 den Ukrainer Andriy Rudenko (Bilanz 24-1-0) über 10 Runden nach Punkten.
Nach vier weiteren Siegen gegen Aufbaugegner, darunter der 40-jährige Michael-Grant-Bezwinger Dominick Guinn, der bereits 10 Niederlagen auf dem Konto hatte, trat The Fist of Fury, so Furys Kampfname, gegen den Kameruner Fred Kassi (Bilanz 18-4-1) um den vakanten WBO-Inter-Continental-Titel in der Copper Box Arena in London an und siegte in der siebten Runde durch „technische Punktentscheidung“.
Fury war Pflichtherausforderer vom bis dahin noch ungeschlagenen neuseeländischen WBO-Weltmeister Joseph Parker (Bilanz 23-0-0). Der Kampf war für Mai 2017 angesetzt, musste jedoch wegen einer Verletzung Furys verschoben werden. Am 23. September desselben Jahres traten die beiden Boxer in der Manchester Arena gegeneinander an. Parker gewann diesen schwer bewertbaren Kampf umstritten durch Mehrheitsentscheidung und fügte Fury somit seine erste Niederlage zu.
Am 12. Mai des darauffolgenden Jahres kämpfte Fury im Macron Stadium in Bolton, England, gegen Sam Sexton (Bilanz 24-3-0) um die traditionelle britische Meisterschaft des Verbandes British Boxing Board of Control (kurz BBBofC) und gewann durch technischen Knockout in der fünften Runde.

### Titel
- WBO-Inter-Continental-Champion im Schwergewicht (1): 2016–2017
- Britischer Meister (BBBofC) im Schwergewicht (1): seit 2018

## Liste der Profikämpfe
| 26 Siege (14 K.-o.-Siege), 3 Niederlagen, 0 Unentschieden |               |                                               |                                                                              |                                                      |
| Jahr                                                      | Tag           | Ort                                           | Gegner                                                                       | Ergebnis für Parker                                  |
| 2013                                                      | 22. März      | Bell Centre, Montreal, Québec                 | David Whittom Profidebüt                                                     | Sieg / TKO 2. Runde                                  |
| 2013                                                      | 20. April     | Madison Square Garden Theater, New York       | Alex Rozman                                                                  | Sieg / TKO 1. Runde                                  |
| 2013                                                      | 14. Mai       | City Hall, Belfast                            | Moses Matovu                                                                 | Punktsieg (einstimmig) / 6 Runden                    |
| 2013                                                      | 24. Mai       | Sala Olympia, Timișoara                       | Janos Finfera                                                                | Sieg / TKO 2. Runde                                  |
| 2013                                                      | 8. Juni       | Bluewater, Stone                              | Ladislav Kovarik                                                             | Sieg / TKO 1. Runde                                  |
| 2013                                                      | 15. Juni      | Epic Centre, Norwich                          | Tomas Mrazek                                                                 | Punktsieg (einstimmig) / 6 Runden                    |
| 2013                                                      | 12. Juli      | Fairways Hotel, Dundalk, Irland               | Ivica Perkovic                                                               | Sieg / TKO 5. Runde                                  |
| 2013                                                      | 21. Juli      | WonderWorld Xscape, Milton Keynes             | Moses Matovu                                                                 | Punktsieg (einstimmig) / 4 Runden                    |
| 2013                                                      | 14. September | Magna Centre, Rotherham                       | Shane McPhilbin                                                              | Sieg / TKO 1. Runde                                  |
| 2013                                                      | 29. September | York Hall, London                             | Dorian Darch                                                                 | Punktsieg (einstimmig) / 6 Runden                    |
| 2013                                                      | 13. Oktober   | Hermitage Leisure Centre, Whitwick            | Hrvoje Kisicek                                                               | Punktsieg (einstimmig) / 6 Runden                    |
| 2013                                                      | 8. November   | City Academy Sports Centre, Bristol           | David Gegeshidze                                                             | Sieg / TKO 4. Runde                                  |
| 2014                                                      | 15. Februar   | Copper Box, London                            | Matt Greer                                                                   | Sieg / TKO 2. Runde                                  |
| 2014                                                      | 10. Mai       | Ponds Forge Arena, Sheffield                  | Danny Hughes                                                                 | Punktsieg (einstimmig) / 8 Runden                    |
| 2015                                                      | 21. Februar   | Sporting Monte-Carlo, Monte-Carlo             | Andriy Rudenko                                                               | Punktsieg (einstimmig) / 10 Runden                   |
| 2015                                                      | 25. Juli      | Derby Arena, Derby                            | George Arias                                                                 | Punktsieg (einstimmig) / 10 Runden                   |
| 2015                                                      | 14. November  | City Academy Sports Centre, Bristol           | Emilio Ezequiel Zarate                                                       | Sieg / KO 2. Runde                                   |
| 2015                                                      | 5. Dezember   | Westcroft Leisure Centre, Carshalton          | Larry Olubamiwo                                                              | Sieg / TKO 1. Runde                                  |
| 2016                                                      | 30. April     | Copper Box, London                            | Fred Kassi vakante WBO-Inter-Continental-Meisterschaft                       | Punktsieg (Technische Entscheidung) / 8 Runden       |
| 2017                                                      | 23. September | Manchester Arena, Manchester                  | Joseph Parker WBO-Weltmeisterschaft                                          | Punktniederlage (Mehrheitsentscheidung) / 12 Runden  |
| 2018                                                      | 12. Mai       | Macron Stadium, Bolton                        | Sam Sexton Britische Meisterschaft (BBBofC)                                  | Sieg / TKO 5. Runde                                  |
| 2018                                                      | 27. Oktober   | Arena Armeec Sofia, Sofia, Bulgarien          | Kubrat Pulew                                                                 | Punktniederlage (Einstimmiger Beschluss) / 12 Runden |
| 2019                                                      | 25. Mai       | Victoria Warehouse, Trafford Road, Manchester | Chris Norrad                                                                 | Sieg / KO 2. Runde                                   |
| 2019                                                      | 12. Juli      | King Abdullah Sports City, Jeddah             | Samuel Peter                                                                 | Sieg / TKO 7. Runde                                  |
| 2019                                                      | 31. August    | O2-Arena, Greenwich                           | Alexander Powetkin vacant World Boxing Association International Heavy Title | Punktniederlage (einstimmig) / 12 Runden             |
| 2020                                                      | 7. März       | Manchester Arena, Manchester                  | Pavel Sour                                                                   | Sieg / TKO 3. Runde                                  |
| 2020                                                      | 12. Dezember  | Wembley Arena, Wembley                        | Mariusz Wach                                                                 | Punktsieg (einstimmig)                               |
| 2021                                                      | 16. Oktober   | Utilita Arena, Newcastle                      | Christian Hammer                                                             | Sieg nach Aufgabe des Gegners nach 5. Runde          |
| Quelle: Hughie Fury in der BoxRec-Datenbank               |               |                                               |                                                                              |                                                      |